# Vicky Maeijer

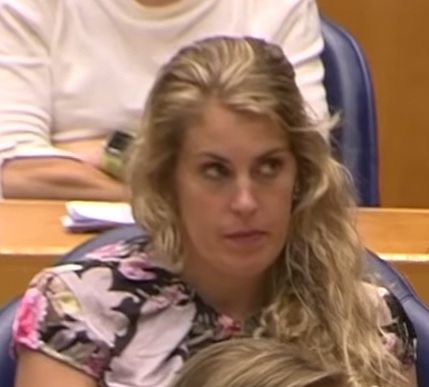
Vicky Maeijer (2019)

Vicky Maeijer (* 7. September 1986 in Rotterdam) ist eine niederländische Politikerin. Von Juli 2024 bis Juni 2025 war sie Staatssekretärin für Langzeit- und Sozialpflege im Ministerium für Gesundheit, Gemeinwohl und Sport. Zuvor war sie von 2014 bis 2017 Mitglied des Europäischen Parlaments sowie von 2017 bis 2024 Mitglied der Zweiten Kammer für die Partij voor de Vrijheid (PVV). 

## Leben
Maeijer studierte Rechtswissenschaften an der Erasmus-Universität Rotterdam. Von 2007 bis 2014 war sie politische Assistentin der PVV-Abgeordneten Raymond de Roon und Louis Bontes in den Generalstaaten sowie im Europaparlament. Zugleich kandidierte sie im Auftrag von Geert Wilders für die PVV und zog 2011 als PVV-Spitzenkandidatin in die Provinzialstaaten der Provinz Südholland ein. Diesen Parlamentssitz gab sie auf, als sie 2014 ins Europaparlament gewählt wurde.
Vom 1. Juli 2014 bis 15. März 2017 war sie Abgeordnete im Europäischen Parlament. Dort war sie Mitglied im Ausschuss für bürgerliche Freiheiten, Justiz und Inneres, im Ausschuss für die Rechte der Frau und die Gleichstellung der Geschlechter, in der Delegation für die Beziehungen zu Japan und zuletzt im Haushaltsausschuss. Stellvertretend war sie eingetragen für Ausschuss für Verkehr und Fremdenverkehr und in der Delegation für die Beziehungen zur VR China.
Bei den Wahlen am 15. März 2017 wurde sie über die Liste der PVV in die Zweite Kammer der niederländischen Generalstaaten gewählt. Vom 8. Dezember 2020 bis zum 30. März 2021 war sie beurlaubt und wurde durch Henk de Vree ersetzt.
Seit dem 2. Juli 2024 ist Maeijer im Kabinett Schoof Staatssekretärin für Langzeit- und Sozialpflege im Ministerium für Gesundheit, Gemeinwohl und Sport. Am 3. Juni 2025 schied die Partij voor de Vrijheid aus der Regierung und sie somit aus ihrem Amt aus.